# Игор Кавалера
Игор Грациано Кавалера (на английски: Igor Graziano Cavalera) е бразилски и американски барабанист, роден в Бело Оризонти, Бразилия на 4 септември 1970 г.
Той е най-известен като бившия барабанист на бразилската Трашметъл група Sepultura, която основава заедно с брат си Макс Кавалера през 1984 г.
Свирил е в групите Nailbomb и Strife. Тъй като влиянието на хип-хопа става все по-силно, Игор започва да се занимава като диджей. Кавалера е част от DJ дуото Mixhell, проект, който той създава със съпругата си Лайма Лейтън.

## Биография
Баща му е бивш италиански посланик в Бразилия, а майка му – бразилка. Започва да свири на барабани в много ранна възраст и заедно с брат си, Макс Кавалера, основават траш метъл групата Sepultura през 1984 година, когато той е само на 14 години. Макс се скарва с всички и напуска групата през 1996 г., а Игор я напуска десет години по-късно – на 13 януари 2006 г., първоначално заради очакваното четвърто негово дете от съпругата му Моника Кавалера, което го прави последния оригинален член на Sepultura напуснал групата. През 2007 г. братята слагат край на дългогодишната си вражда и се събират отново в групата Cavalera Conspiracy.

## Дискография

### Sepultura
- Morbid Visions (1986)
- Schizophrenia (1987)
- Beneath The Remains (1989)
- Arise (1991)
- Chaos A.D. (1993)
- Roots (1996)
- Against (1998)
- Nation (2001)
- Roorback (2003)
- Dante XXI (2006)

### Nailbomb
- Point Blank (1994)

### Cavalera Conspiracy
- Inflikted (2008)
- Blunt Force Trauma (2011)
- Pandemonium (2014)
- Psychosis (2017)